# Ferencvárosi Torna Club 2011-2012
Questa voce raccoglie le informazioni riguardanti il Ferencvárosi Torna Club nelle competizioni ufficiali della stagione 2011-2012.

## Rosa
| N. |                                 | Ruolo | Calciatore            |
| -- | ------------------------------- | ----- | --------------------- |
| 1  | Slovenia (bandiera)             | P     | Marko Ranilovič       |
| 3  | Paesi Bassi (bandiera)          | D     | Mark Otten            |
| 4  | Ungheria (bandiera)             | D     | Dániel Sváb           |
| 7  | Bosnia ed Erzegovina (bandiera) | C     | Aleksandar Jovanović  |
| 8  | Ungheria (bandiera)             | C     | György Józsi          |
| 11 | Ungheria (bandiera)             | A     | Lóránt Oláh           |
| 13 | Brasile (bandiera)              | D     | Juninho               |
| 17 | Ungheria (bandiera)             | C     | Bence Batik           |
| 18 | Ungheria (bandiera)             | C     | Grenddy Sandramón     |
| 19 | Somalia (bandiera)              | A     | Liban Abdi            |
| 20 | Ungheria (bandiera)             | C     | Dénes Rósa (capitano) |
| 21 | Ungheria (bandiera)             | C     | Norbert Zsivoczky     |
| 22 | Ungheria (bandiera)             | C     | Attila Busai          |
| 25 | Ungheria (bandiera)             | C     | Béla Maróti           |
| 26 | Ungheria (bandiera)             | D     | Tamás Grúz            |
| 27 | Ungheria (bandiera)             | C     | Krisztián Lisztes     |

| N. |                      | Ruolo | Calciatore             |
| -- | -------------------- | ----- | ---------------------- |
| 28 | Ungheria (bandiera)  | P     | Dávid Gyenes           |
| 29 | Ungheria (bandiera)  | D     | Noel Fülöp             |
| 33 | Ungheria (bandiera)  | D     | Balázs Vattai          |
| 35 | Argentina (bandiera) | C     | Héctor Gabriel Morales |
| 38 | Ungheria (bandiera)  | C     | András Gárdos          |
| 40 | Ungheria (bandiera)  | P     | Zoltán Végh            |
| 41 | Ungheria (bandiera)  | P     | Roland Kunsági         |
| 44 | Rep. Ceca (bandiera) | D     | Martin Klein           |
| 51 | Ungheria (bandiera)  | C     | Máté Vass              |
| 55 | Ungheria (bandiera)  | P     | Levente Jova           |
| 60 | Ungheria (bandiera)  | A     | Péter Pölöskey         |
| 77 | Finlandia (bandiera) | C     | Juha Hakola            |
| 78 | Ungheria (bandiera)  | D     | Zoltán Balog           |
| 88 | Brasile (bandiera)   | A     | Somália                |
| 99 | Ungheria (bandiera)  | A     | Gergő Beliczky         |